# NGC 1812
NGC 1812 (również PGC 16819) – galaktyka spiralna (Sa), znajdująca się w gwiazdozbiorze Gołębia. Odkrył ją John Herschel 6 listopada 1834 roku.